# Теодор Куллак
Теодор Куллак (нім. Theodor Kullak; нар. 12 вересня 1818, Кротошин поблизу Познані, Королівство Пруссія — пом. 1 березня 1882, Берлін, Німеччина) — німецький піаніст польського походження, композитор, музичний педагог і видавець. Брат Адольфа Куллака, батько Франца Куллака.

## Життєпис
Почав навчатися музики в Познані у Альбрехта Агте, концертував з шести років. У 8 років його успіхи у музиці були настільки масштабними, що навіть привернули увагу та інтерес принца Антоні Радзивілла. Завдячуючи талантові Теодор у дитинстві часто отримував матеріальну допомогу у вигляді шляхетного меценатства. У свої одинадцять (1829 рік) за сприяння принца, наприклад, дав концерт для королівського двору в Берліні під час якого він виступив на пару із сопрано-співачкою Зонтаґ Генрієттою. Зазвичай невелемовний король Фрідріх-Вільгельм IV був до такої міри в захваті, що подарував молодому Куллаку тридцять фридрихсдо́рів. Шість тижнів у Берліні були для Теодора справжньою пригодою, яка завершилася навдивовижу вдалим концертом у польському Вроцлаві. Потім доброзичливий принц Радзивілл домігся повної освіти для Куллака, він оплатив навчання у школі міста Сулехува (нині Польща). 
Згодом Теодор, переставши бути вундеркіндом, втратив високопоставлених покровителів. З 13 до 18 років вільного доступу до інструменту фортепіано музикант не мав. У 19-річному віці (з бажання батька) він став студентом-медиком в Берліні. У 1842 році знайшов можливість повернутися до музики, переїхав у Відень і став учнем Карла Черні і Отто Ніколаї. 1843 року повернувся в Берлін придворним учителем фортепіано і багато років займався музикою з пруськими принцами і принцесами. У 1846 році був оголошений піаністом Королівського двору.
1844 року заснував Берлінське музичне товариство і багато років займав пост його голови.
У 1848 році разом з Юліусом Штерном стояв біля витоків Берлінської музичної школи, згодом відомої як Консерваторія Штерна, однак досить скоро розійшовся у поглядах зі своїми колегами і у 1851 році заснував інший навчальний заклад — Нову Академію музики (нім. Neue Akademie der Tonkunst), часто звану просто Академією Куллака. Ця Академія була повністю зосереджена на підготовці піаністів і незабаром стала найбільшим приватним музичним інститутом Німеччини. Вихованцями Академії та особисто Куллака були багато видатних піаністи того часу, в тому числі Ксавер Шарвенка, Моріц Мошковський, Микола Рубінштейн, Петро Шостаковський.
Композиторська спадщина Куллака включає фортепіанні концерти, сонати, тріо, романси та транскрипції на мелодії — німецькі, іспанські, російські. Йому належать також етюди, які користувалися широкою популярністю в піаністичній педагогіці другої половини XIX століття, — в тому числі «Школа гри октавами» (нім. Die Schule des Oktavenspiels, 1848 рік), "Школа пальцевих вправ "(нім. Schule der Fingerübungen), «Поради та етюди» (нім. Ratschläge und Studien) та інші.

## Творчий доробок

### Фортепіано
Фортепіано соло
- Два концертних етюди, Op. 2
- Великий блискучий вальс, Op. 3
- Сон, Салонна пісня, Op. 4
- Танець ельфів, Op. 5
- 12 транскрипцій, Op. 6
- Велика соната Фа дієз мінор, Op. 7
- 12 транскрипцій або парафазів, Op. 9
- Концертна фантазія Фрайшютц, Op. 11
- Велика фантазія на тему "Дівчина полку", Op. 13
- Велика фантазія на тему "Преціоза", Op. 14
- Велика фантазія на тему "Jessonda", Op. 15
- Велика фантазія на "Дівчину полку" Доніцетті, Op. 16
- Мистецтво атаки, вправи на пальці, Op. 17
- Каприс-фантазія, Op. 19
- Музичне портфоліо №1, ор. 20
- Газель, Op. 22
- Квітка Польщі, блискучий полонез, Op. 24
- 6 Соло для фортепіано, Op. 25
- Симфонія-соната у мі бемоль мажорі, Op. 27
- Данаїдес, фантазія, Op. 28
- Північ і Південь, 2 ноктюрни, Op. 29
- Велика фантазія на тему 'Північна зірка', Op. 30
- Парафраза на 4-й акт 'Дому Себастьяна', Op. 31
- 3 Мазурки, ор. 34
- Ноттурно, ор. 35
- Пісня про Осіана, Op. 36
- Піна з бісеру, фантазія, Op. 37
- Лібелла, Тема та етюд, Op. 38
- Промені та тіні, 6 п'єс, Op. 39
- Каприс-фантазія та тему "Північна зірка", Op. 40
- 2 Парафрази Ернані Верді, Op. 43
- Прекрасна Амазонка, рондо та полонез, Op. 44
- П'єси, ор. 45
- Південні квіти, 6 п’єс, Op. 46
- Школа гри октав, Op. 48
- Сальтарелло Римський, Op. 49
- Червона Шапочка, Op. 50
- Музичне портфоліо №2, ор. 51
- Експромт, Op. 52
- Іскри, теми та дослідження, Op. 53
- Балада, ор. 54
- Букет із 12 руських (русинських) мелодій, Op. 56
- Музей Les Fleurs, Op. 57
- Романтична варіація, Op. 58
- Allegro di Bravoura, Op. 59
- Пророк, 7 транскрипцій концерту, Op. 60
- Школа пальцевих вправ, Op. 61
- Сцени дитинства, Op. 62
- Салонний галоп, Op. 63
- Салонний вальс, Op. 64
- Романс Даргомижського, Op. 65
- Романс Глінки, Op. 66
- Імпровізація "Фея троянд", Op. 67
- 2 угорські мелодії, Op. 68
- 2 п’єси, ор. 71
- Богемні національні арії, Op. 72
- Поради та навчання, Op. 74
- 5 ідилій, Op. 75
- Шехерезада, Op. 78
- Пісні з давніх часів, Op. 80/1
- Імпровізаційна драматургія "Північна зірка", Op. 80/2
- Леонор, Балада, Op. 81/1
- Сцени дитинства, Op. 81/2
- Парафраза коринтського місця (фр. Paraphrase du Siège de Corinthe), Op. 82
- Петрарка і Лаура, 3 п'єси, Op. 84
- Гімн, ор. 85
- Бравурне болеро, ор. 86
- Салонний вальс, Op. 87
- Душа, Етюд фантастичний, Op. 88
- У Вальді та Флурі, П'єси, Op. 89/1
- Арпеджіо, концертний етюд, Op. 89/2
- У травні, Експромт, Op. 90
- Клер де ла Луне, 2 Ноктюрни, Op. 91
- 2 шансонети (маленькі пісні), ор. 92
- Фіалка, п'єси, Op. 93
- Діалог, Op. 94
- Св. Гільген, Баркарола-молитва, Op. 95
- Скерцо, ор. 96
- Експромт-Каприз, Op. 97
- Італійські національні арії, Op. 98
- 2 Вальс-Козероги, ор. 99
- Співає і звучить, 4 п'єси, Op. 100
- 2 польські специфіки (фр. 2 Polonaises caractéristiques), Op. 101
- Романс Соль мажор, Op. 102
- Данина принцесі королеви Пруссії, 3 п'єси, Op. 103
- 4 Соло, ор. 104
- У сільській місцевості, П'єси (нім. Im Grünen, Pieces), Op. 105
- Витончено, експромтом, Op. 106
- Руські (русинські) народні пісні, Op. 108
- Полонез та Вальс-Експромт, Op. 109
- Мазурка-Каприз, ор. 110
- Пісні з давніх часів, Op. 111
- Ундіна (фр. Ondine), ор. 112
- 6 п’єс, ор. 113
- Вальсе-Каприз, ор. 115
- Болеро, ор. 116
- Марш коронації Меєрбера, Op. 117
- Милий вальс, Op. 118
- Солдатська пісня, ор. 119
- Аркадієн, п'єси, Op. 120
- Концертний етюд для фортепіанної школи Леберта і Старка, Op. 121
- Концертний етюд, Op. 122
- Баркарола, ор. 123
- Фантазія (нім. Fantasiestück), Op. 124
- Скерцо Соль мажор, Op. 125
- Концертна мазурка, ор. 126
- Каватина Роберта-Диявола Меєрбера
- Скерцо
- Романс Варламофа (транскрипція Варламофа)

### Оркестрова музика
- Концерт для фортепіано До мінор, Op. 55 (фортепіано з оркестром) (написаний близько 1850 р.)

### Камерна музика
- Анданте для скрипки та фортепіано, ор. 70
- Фортепіанне тріо Мі мажор, Op. 77

### Пісні
- Чотири пісні, Op. 1